# Vicente Belda
Vicente Belda Vicedo (Alfafara, 12 settembre 1954) è un dirigente sportivo ed ex ciclista su strada spagnolo.
Professionista dal 1978 al 1988.

## Carriera
Di corporazione esile, aveva caratteristiche di scalatore. Passato professionista nel 1978 con la Transmallorca-Flavia e poi trasferitosi alla Kelme, ottenne diverse vittorie: tra esse due tappe alla Vuelta a España e una al Giro d'Italia, ma anche la Vuelta a Catalunya del 1979. Alla Vuelta a España 1981 si classificò terzo nella generale alle spalle di Bernard Hinault e Marino Lejarreta.
Dopo il ritiro dalle corse è stato anche direttore sportivo: in questa veste ha guidato, alla Kelme (divenuta dal 2005 Comunitat Valenciana), diversi ciclisti spagnoli e sudamericani come Óscar Sevilla, Santiago Botero e Alejandro Valverde. Nel 2006, coinvolto insieme alla squadra nello scandalo doping dell'Operación Puerto, è stato indagato dalle autorità giudiziarie spagnole. L'anno seguente ha quindi diretto la Fuerteventura-Canarias mentre nel 2009 la Boyacá Es para Vivirla, formazione colombiana.

## Palmarès
- 1977 (dilettanti)

7ª tappa Grand Prix Tell
- 1978

3ª tappa Vuelta a Cantabria
5ª tappa Vuelta a Cantabria
Classifica generale Vuelta a Cantabria
16ª tappa Vuelta a España (Miranda de Ebro > Santuario de la Virgen)
- 1979

3ª tappa, 2ª semitappa Vuelta a Andalucía
Cronoprologo Vuelta a Levante
Classifica generale Vuelta a Levante
Classifica generale Volta a Catalunya
- 1980

Grand Prix de Naquera
- 1981

13ª tappa Vuelta a España (Esperraguera > Rassos de Peguera)
3ª tappa Volta a Catalunya
- 1982

16ª tappa Giro d'Italia (Comacchio > San Martino di Castrozza)
2ª tappa Vuelta a la Rioja
Grand Prix de Naquera
Clásica a los Puertos de Guadarrama
- 1983

Subida al Naranco
3ª tappa Vuelta al País Vasco (Bera > Mungia)
- 1984

Subida Urkiola
Subida al Naranco
3ª tappa Vuelta a Galicia
Classifica generale Vuelta a Galicia
- 1985

1ª prova Escalada a Montjuich
Classifica generale Escalada a Montjuich
4ª tappa Vuelta a Galicia
8ª tappa Vuelta a Colombia
10ª tappa Vuelta a Colombia
- 1986

1ª prova Escalada a Montjuich
2ª prova Escalada a Montjuich
Classifica generale Escalada a Montjuich
- 1987

2ª tappa Vuelta a Galicia
Classifica generale Setmana Catalana

### Altri successi
- 1980

Premio cordialità Tour de France

## Piazzamenti

### Grandi giri
- Giro d'Italia

1982: ritirato
- Tour de France

1980: 20º
1981: 38º
1988: 75º
- Vuelta a España

1978: 21º
1979: 17º
1980: 10º
1981: 3º
1982: 18º
1983: 9º
1984: 8º
1985: 18º
1986: 30º
1987: 6º
1988: 68º

### Competizioni mondiali
- Campionati del mondo

Nürburgring 1978 - In linea: ritirato
Goodwood 1982 - In linea: ritirato
Altenrhein 1983 - In linea: ritirato
Barcellona 1984 - In linea: ritirato